# Hoydalar
Hoydalar (dansk navn Højdal) er en dal mellem Tórshavn og Hoyvík på Færøerne. Det færøske navn betyder egentlig "Hødale", mens Højdal hedder "Hádalur" på færøsk. Tale er sandsynligvis om en fonetisk blanding af ordene hoy og høj, der er homofon.
Familienavnet Hoydal stammer herfra.

## Føroya Studentaskúli
I Hoydalar findes Færøernes første og største gymnasieskole, 'Føroya Studentaskúli og HF-skeið, og navnet Hoydalar er synonym med skolen. 76 lærere underviser ca. 550 elever. Skolen blev grundlagt i 1937.

## Vandfaldet
Et meget smukt vandfald er Svartifossur. Det ligger 2 km nord for den gamle bydel i Tórshavn i Hoydalsá, som strømmer ned gennem Hoydalar, og er det gamle skel mellem Tórshavn by og bondebygden Hoyvík. Det kan være meget storslået når det er rigtig regnvejr, men om sommeren, når der har været tørke i længere tid, er der kun lidt vand i å og fos. Da er stenvæggen i fossen sort (fær: svartur). Deraf kommer navnet. Man har omtrent 100 år gamle fotografier af fossen, og disse viser, at den ikke er forandret nævneværdigt i disse år. Men de store sten i åen neden for fossen viser, at den i forhistorisk tid har haft et andet udseende. 
Her omkring var tørveheder, hvor Tórshavns befolkning i gamle dage gravede tørv til brænde. Om søndagene var det sædvanligt, at folk spadserede herop, for at nyde den smukke natur. Lige ved siden af fossen ser man også den gamle fårefold, som bonden på Húsagarði benyttede i sin tid. 
I senere tid er byen vokset forbi Svartafoss, således at den nu ligger inde i byen. Men byrådet har i sin byplan udlagt området omkring Svartafoss og Hoydalsá som fredet område. Man har også anlagt stier, således at det nu er let at spadsere rundt i dette naturskønne område.